# Anders Fogh Rasmussen
Anders Fogh Rasmussen (* 26. ledna 1953 Ginnerup) je dánský politik, bývalý předseda dánské vlády (2001 až 2009) a generální tajemník NATO (v letech 2009 až 2014).

## Dánský premiér
Rasmussen byl dánským premiérem od 27. listopadu 2001 do 5. dubna 2009, když v čele Liberální strany Venstre vyhrál v listopadu 2001 parlamentní volby. Poprvé od roku 1920 tak nezvítězila dánská Sociálně demokratická strana. V parlamentních volbách v únoru 2005 opět uspěl a vytvořila koaliční vládu spolu s Konzervativní stranou.

## Generální tajemník NATO
Od 1. srpna 2009 byl generálním tajemníkem NATO. V září 2009 v reakci na rozhodnutí USA nebudovat prvky protiraketového systému v Česku a Polsku uvedl, že očekává úzkou spolupráci s USA při vývoji protiraketových systémů a že nové americké plány zlepší zapojení všech států NATO. Následně uvedl, že je třeba zvážit možnost propojení amerického, ruského i aliančního protiraketového systému. Od 1. října 2014 ho ve funkci nahradil norský politik Jens Stoltenberg.

## Vyznamenání

### Dánská vyznamenání
- komtur Řádu Dannebrog – 7. dubna 2001[3]
- komtur I. třídy Řádu Dannebrog – 2002[4]
- zlatá Medaile za zásluhy – 17. prosince 2002
- velkokříž Řádu Dannebrog – 7. dubna 2009[5]

### Zahraniční vyznamenání
- velkokříž Řádu za zásluhy – Portugalsko, 12. října 1992[6]
- velkokříž Záslužného řádu Spolkové republiky Německo – Německo, 2002[4]
- velkokříž Řádu dubové koruny – Lucembursko, 2003[7]
- velkokříž Řádu za zásluhy Polské republiky – Polsko, 2003[8]
- velkokříž Řádu Rubéna Daría – Nikaragua, 2003[9]
- velkokříž Řádu rumunské hvězdy – Rumunsko, 9. března 2004[10]
- velkodůstojník Řádu tří hvězd – Lotyšsko, 16. dubna 2004 – udělila prezidentka Vaira Vīķe-Freiberga[11]
- velkokříž Řádu litevského velkoknížete Gediminase – Litva, 21. dubna 2004[12]
- komtur velkokříže Řádu polární hvězdy – Švédsko, 2007
- velkokříž Řádu Jižního kříže – Brazílie, 2009[13]
- Řád kříže země Panny Marie I. třídy – Estonsko, 4. února 2009[14]
- velkokříž Řádu dynastie Oranžsko-Nasavské – Nizozemsko, 30. ledna 2014[15]
- velkokříž Řádu Vitolda Velikého – Litva, 13. února 2014[12]
- Řád Stará planina I. třídy – Bulharsko, 11. dubna 2014 – udělil bulharský prezident[16][17]
- Medaile svatého Jiří I. třídy – Bulharsko, 11. dubna 2014 – udělili bulharský ministr obrany[18]
- Řád svobody – Ukrajina, 7. srpna 2014 – udělil prezident Ukrajiny za významný přínos pro rozvoj spolupráce mezi Ukrajinou a státy NATO a za silnou podporu v obraně suverenity, nezávislosti a územní integrity Ukrajiny[19][20]
- čestný rytíř-komandér Řádu svatého Michala a svatého Jiří – Spojené království, 30. listopadu 2015[21]
- velkokříž Řádu Pedra Joaquina Chamorra – Nikaragua[22]